# Enrique de Escocia

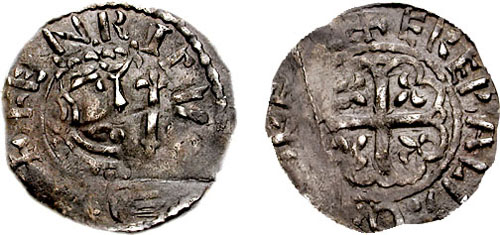
Penique de Enrique de Escocia

Enrique de Escocia (Eanric mac Dabíd en gaélico escocés y Henry of Scotland en inglés) (1114-1152) fue un príncipe de Escocia, heredero del Reino de Alba, conde de Northumbria y Conde del Honor de Huntingdon y Northamption.
Fue el hijo del rey David I de Escocia y su esposa Matilde de Senlis, segunda condesa de Huntingdon. Sus abuelos maternos eran Waltheof, conde de Northumbria y Huntingdon, y Judit de Lens, sobrina de Guillermo el Conquistador.
Enrique recibió su nombre por su tío, el rey Enrique I de Inglaterra. Tuvo tres hijos, dos de los cuales llegaron a ser reyes de Escocia, y un tercero, cuyos descendientes reclamaron el trono de Escocia en los últimos días de la Casa Real de Escocia. También tuvo tres hijas.
Su primogénito subió al trono de Escocia como Malcolm IV en 1153. El segundo hijo de Enrique, fue proclamando rey en 1165 tras la muerte de su hermano, y reinó con el nombre de Guillermo I de Escocia. Ambos recibieron el título de condes de Huntingdon. Su tercer hijo, David, también llegó a ser conde de Huntingdon. Todos los reyes de Escocia después de Margarita I claman la descendencia del octavo conde de Huntingdon. 
Tras la muerte de Enrique, su título pasó a su hermanastro Simon II de Senlis.

## Familia
Enrique contrajo matrimonio con Adeline de Varenne, hija de Guillermo de Varenne, segundo conde de Surrey, y de Isabel de Vermandois, hija de Hugo I de Vermandois, el Grande. De su matrimonio nacieron:
- Ada de Huntingdon (1139 - 1201), casada en 1161 con Florencio III, conde de Holanda.[1]
- Margarita de Huntingdon (1140 - 1201), casa en 1160 con Conan IV de Bretaña, y posteriormente con Humphrey III de Bohun, Señor de Trowbridge.
- Malcolm IV de Escocia.
- Guillermo I de Escocia. Apodado el León
- David de Huntingdon, octavo conde de Huntingdon.
- Matilde de Huntingdon, nacida y fallecida en 1152.
- Marjorie de Huntingdon, casada con Guille Críst de Angus, conde de Angus.[3][4]